# Тот ещё Карлосон!
«Тот ещё Ка́рлосон!» — российская комедия Сарика Андреасяна. Фильм не является экранизацией книг Астрид Линдгрен, и имя главного героя в фильме написано как Карлосон (вместо оригинального Карлсон). Премьера картины в прокате ожидалась 5 января 2012 года, но позднее её перенесли на 15 марта. Премьера фильма в федеральном телеэфире состоялась 6 сентября 2017 года на канале «Пятница!».

## Сюжет
Действие фильма наполовину разворачивается в мире Метриков — небольших человечков, живущих в небе и умеющих летать. Старейшина метриков и одновременно дед главного героя фильма недоволен внуком, который отлынивает от обязанности помогать детям, а целыми днями пропадает на улицах Москвы, устраивая всевозможные шалости.
Старейшина даёт герою задание: помочь мальчику, недавно переехавшему в Москву из Санкт-Петербурга. Его родители находятся на грани развода из-за того, что у мамы Малыша работа в Питере, а отцу предложили работу в Москве. Герой берётся за задание без видимого энтузиазма. Ему удаётся подружиться с Малышом и получить от него имя по аналогии с персонажем книг Астрид Линдгрен — Карлосон.
Вместе с Малышом они засекают двух аферистов и сильно пугают их. Однако отец Малыша не верит мальчику и отправляет к школьному психотерапевту, а также приставляет няню Елену Александровну. Няня хоть и оказывается строгой дамой, но метрик узнает о её пристрастии к вампирской саге «Сумерки» и устраивает с ней танец на крыше высотного дома в образе вампирчика.
Внезапно вышеупомянутые жулики предлагают отцу Малыша работать с ним. Метрик попытался сорвать их сделку, но безуспешно. К тому же выяснилось, что новый одноклассник Малыша Альберт — сын одного из аферистов. Карлосон и Малыш устраивают ночной акт мести, в результате которого отец Альберта думает, что у мальчика энурез. Родители Альберта решают, что он будет ходить в памперсах.
Приближается День рождения Малыша. На праздник приходят все одноклассники, но Малыш грустный, так как метрик не смог прилететь к нему. Тем временем метрику достаётся от отца и дедушки за то, что он рассекретился. Отец предупреждает Карлосона, что если он ещё раз так сделает, то лишится лётных прав.
Во время вечера школьной самодеятельности Малыш ссорится с Альбертом прямо на сцене. Однако внезапно появившийся метрик восстанавливает справедливость, в результате чего Карлосон рассказывает всем, что Альберт страдает от недержания. Альберт говорит, что это неправда. Тогда  Карлосон снимает штаны с Альберта, и он оказывается в памперсах . Все смеются над Альбертом, и он уходит. Карлосон говорит родителям Малыша, что ребёнок важнее чем работа. После чего родители Малыша мирятся, а аферисты пускаются в бега. Метрику дают новое задание — решить проблемы мальчика из Багдада.

## В ролях
| Актёр            | Роль                              |
| ---------------- | --------------------------------- |
| Михаил Галустян  | метрик Карлосон                   |
| Федя Смирнов     | Малыш                             |
| Игорь Верник     | папа Малыша                       |
| Мария Сёмкина    | мама Малыша                       |
| Нонна Гришаева   | Елена Александровна няня Малыша   |
| Гоша Куценко     | Новицкий аферист                  |
| Александр Олешко | Заславский аферист                |
| Олег Табаков     | дед Карлосона старейшина Метриков |
| Семён Фурман     | отец Карлосона советник Метриков  |
| Андрей Федорцов  | школьный психолог                 |
| Евгений Кошевой  | учитель                           |
| Арарат Кещян     | Артём Оганесов сотрудник полиции  |
| Илья Костюков    | Сорокин                           |
| Степан Юрпалов   | журналист                         |

## Производство
12 ноября 2019 года Сарик Андреасян на шоу «Хейт-ток» признался, что для создания компьютерной графики в фильме «Тот ещё Карлосон!» был потрачен один миллион долларов.

## Критика
Фильм получил преимущественно негативные отзывы критиков. По данным агрегатора «Критиканство», на него была написана только одна положительная рецензия и одна нейтральная, остальные издания разгромили картину или проигнорировали её. Из 10 рецензий, учтённых агрегатором Megacritic, только одна была нейтральной, остальные отрицательными.
Эрик М. Кауфман, «Петербургский телезритель»:

Характеры карикатурные, события глупейшие, а от откровенного кривляния актёров, в том числе хороших, просто с души воротит. Как и от «продакт плейсмента», который язык не поворачивается назвать скрытой рекламой — настолько нагло она лезет в кадр… И ведь главный ужас в том, что вот сидит в телевизоре неглупый вроде парень Миша Галустян — и на полном серьёзе думает, что поучаствовал в хорошем фильме! А на самом деле нанёс ущерб психическому здоровью детей куда больший, чем любая «пропаганда нетрадиционных отношений»…

Александр Корнев, «Kinogallery»:

Все классические клише, вечный вопрос отцов и детей, ответственности за свои поступки, важности дружбы, семейных ценностей и др. были опошлены. У этого фильма был единственный шанс спастись от нашей карающей длани, если бы он смог объяснить свою недалёкость и невменяемость детской аудиторией. Но если так, то к чему невдалая пропаганда с сигарой, шутки о геях, про место возле параши, порнографию, гениталии и их размер, зады-фильмы и многое-многое другое? Всё это далеко не детские темы, а сам фильм при этом преподносится как детский… Сарик предположил, что все эти «взрослые» шутки повеселят родителей, а дети их не заметят. Как бы не так!

Фёдор Обзоркин, «Обзор кино»:

…есть в фильме сцена, в которой Карлосон и Малыш «шалят». Они прилетают в квартиру врага Малыша. Подкладывают на столик визитку «стрип-клуба» — приготовьтесь объяснять своему ребёнку, что такое стрип-клуб. Далее Карлосон достаёт презерватив и на вопрос Малыша: «А это зачем?», отвечает: «Пошалим». Вообще слово «пошалим» в фильме используется исключительно в сальном контексте, что уж совсем расстраивает. Слава Богу, пошалить с помощью презерватива Карлосон решил путём набирания в него воды. Страшно подумать, что могло быть и иначе. Впрочем, в определённый момент ребята в Enjoy Movies понимают, что в подражании киностудии Private должен быть предел.